# William Samuel Sadler
William Samuel Sadler (Spencer, Indiana, 24 de junio de 1875 - Chicago, Illinois, 26 de abril de 1969) fue un cirujano, psiquiatra y psicoanalista estadounidense.

## Biografía
William Samuel Sadler era hijo de Isabelle Sarah Wilson y Samuel Calvins Sadler . Sadler nunca fue matriculado en escuelas públicas, a pesar de su falta de educación formal era un ávido lector.
Se mudó para Míchigan cuando aún era adolescente para trabajar en el Sanatorio de Battle Creek. Allí conoció al médico en salud alimentaria John Harvey Kellogg, cofundador de la empresa Kellog. Sadler se formó en el Battle Creek College y posteriormente trabajó para el hermano de John Kellogg, William K. Kellog como vendedor de alimentos saludables.
En 1897 Sadler se casó con la sobrina de John Kellogg, Lena Celestia Kellogg, una enfermera que conoció cuatro años antes. Su primer hijo, nacido en 1899, falleció poco tiempo después. Su segundo hijo, William S. Sadler Jr., nació en 1907, más tarde adoptó una hija, Emma Christensen.
Sadler escribió sobre muchos temas. En 1909 publicó su primer libro, fue un trabajo evangélico. Muchos de los libros de Sadler se encuentran en los tópicos populares de autoayuda. En 1936 publicó Teoría y práctica de la Psiquiatría, un trabajo de 1.200 páginas en que intentó dar un esbozo detallado de la psiquiatría.
En 1910 viajó a Europa para estudiar psiquiatría con Sigmund Freud en Viena.

## Relación con El Libro de Urantia
En algún momento entre 1906 y 1911 entró en contacto e intentó tratar a un paciente que tenía una condición de sueño anormal. En ciertos momentos del sueño del paciente éste hablaba afirmando ser un ser extraterrestre. Sadler pasó años estudiando la condición de este paciente particular en un esfuerzo para explicar el fenómeno y, finalmente, determinó que el hombre no tenía ninguna dolencia mental. 
Durante más de una década Sadler —que se dedicaba a encontrar explicaciones racionales a los fenómenos espiritistas de su época— se mantuvo escéptico sobre el origen y contenido de los documentos recibidos, hasta que finalmente concluyó que eran de origen sobrehumano y se convirtió en un estudioso y promotor de la revelación de Urantia.
En torno a las comunicaciones surgidas de este sujeto durmiente y junto con otros amigos y expacientes se formó lo que llamaron el Foro, del cual surgió la Fundación Urantia que fue la encargada de publicar en 1955 los documentos recibidos, bajo el título The Urantia Book.
En 1912 Sadler y su esposa se mudaron para una casa de estilo Art Nouveau, en  Diversey Park, Chicago. El matrimonio realizaba su práctica médica en esa casa que luego sería la sede, hasta el presente, de la Fundación Urantia.

## Años finales
A medida que envejecía Sadler se mantenía con buena salud, con excepción de una dolencia que le llevó a la remoción de un ojo. Murió el 26 de abril de 1969, a los 93 años de edad. Christenser recuerda que Sadler fue visitado por amigos y familiares en su lecho de muerte, hablándoles de su confianza en una vida después de la muerte. Recibió un obituario completo en la columna del Chicago Tribune, que discurrió sobre su éxito como médico y su previsión en 1917 sobre los futuros trasplantes de órganos.